# Мерв (футбольний клуб)
Футбольний клуб «Мерв» Мари або просто «Мерв» — туркменський професіональний футбольний клуб із міста Мари. Один з найстаріших футбольних клубів Туркменістану. Виступає у Вищій лізі Туркменістану.

## Попередні назви
- до 1966: «Локомотив»
- 1967: «Мургаб»
- 1968—1989: «Кара-Кум»
- з 1990: «Мерв»

## Історія

### СРСР
У 1967—1969 і 1990—1991 роках грав у другій лізі союзного чемпіонату.
Перший раз Чемпіоном Туркменської РСР «Мерв» став в 1954 році. У 1967 році команда виступила в першості СРСР серед колективів класу «Б» (зона республік Середньої Азії). У цих змаганнях «Мерв» зайняв 22 місце, здобувши 7 перемог, зігравши 10 раз внічию і програвши 25 разів. У 1968 році клуб був перейменований в «Каракум» і зайняв 18 місце з 22 команд зони класу «Б». У наступному році він піднявся ще вище — на 13 сходинку з 24. У 1970 році клас «Б» було скасовано і команда продовжила виступи тільки в Чемпіонаті Туркменської РСР. Через 20 років «Мерв» був включений до складу 9-ї зони другої ліги першості СРСР і посів 11 місце серед 20 клубів. У наступному році він зайняв 19 місце з 26 команд тієї ж зони.

### Сучасний період
Перший значний успіх «Мерва» після розпаду СРСР — вихід у фінал Кубку Туркменістану в 1993 році. У фіналі він програв ашхабадському Копетдагу з рахунком 0:4. Через рік команда стала бронзовим призером Чемпіонату Туркменістану і взяла участь у відбіркових іграх Кубка володарів кубків азійських країн сезону 1994/95 років. Наступні 10 років не були ознаменовані значними успіхами, але з 2004 року «Мерв» став одним з найсильніших клубів Туркменістану. У цьому році він вдруге завоював бронзу Чемпіонату Туркменістану, а в 2005 році — Кубок Туркменістану. Його суперником у фіналі Кубку став ашгабатський Копетдагу (1:1, пенальті 3:1). У 2006 році «Мерв» вдруге вийшов на міжнародну арену, взявши участь в Кубку АФК і поступившись командам «Демпо СК» (2:2, 1:6) та «Аль-Наср» (0:2, 1:4).
У 2007—2009 роках «Мерв» три рази поспіль грав у фіналах Кубку Туркменістану — в 2007 році поступився Шагадаму (0:1), в 2008 році став володарем, вигравши у МТТУ (2:1), в 2009 році програв Алтин Асиру (0:3). У 2009 році «Мерв» втретє став бронзовим призером в Чемпіонаті Туркменії. У 2008 році «Мерв» став володарем Суперкубка Туркменістану, обігравши чемпіона Туркменістану Ашхабад. У 2012 році «Мерв» став срібним призером Чемпіонату Туркменістану.

## Досягнення

### Туркменська РСР
Чемпіонат Туркменської РСР з футболу
- Чемпіон (6): 1954, 1963, 1970, 1972, 1976, 1977

Кубок Туркменської РСР з футболу
- Переможець (5): 1951, 1972, 1977, 1978, 1979

### Туркменістан
Чемпіонат Туркменістану
- Срібний призер (1): 2012
- Бронзовий призер (3): 1994, 2004, 2009

Кубок Туркменістану
- Володар (2): 2005, 2008
- Фіналіст (3): 1993, 2007, 2009

Суперкубок Туркменістану
- Володар (1): 2008
- Фіналіст (1): 2005

## Азійські кубки
| Сезон   | Турнір                                | Раунд             |             | Клуб           | Рахунок | Склад | Голи                                     |
| ------- | ------------------------------------- | ----------------- | ----------- | -------------- | ------- | ----- | ---------------------------------------- |
| 1994-95 | Кубок володарів кубків Азії з футболу | Відбірковий раунд | Киргизстан  | Алай           | 3-1     |       |                                          |
|         |                                       | Відбірковий раунд | Таджикистан | Равшан         | 1-0     |       |                                          |
|         |                                       | Відбірковий раунд | Узбекистан  | Пахтакор       | 0-4     |       |                                          |
|         |                                       | Відбірковий раунд | Казахстан   | Тараз          | 1-8     |       | Овсянников                               |
| 2006    | Кубок АФК                             | Груповий раунд    | Індія       | Демпо СК (Гоа) | 2-2     |       | Юзбашян, 80, 90-пен.                     |
|         |                                       | Груповий раунд    | Оман        | Аль-Наср       | 1-4     |       | Арслан Курбанов, 60 (? Курбанмухаммедов) |
|         |                                       | Груповий раунд    | Оман        | Аль-Наср       | 0-2     |       |                                          |
|         |                                       | Груповий раунд    | Індія       | Демпо СК (Гоа) | 1-6     |       | Курбанмухаммедов, 89                     |

## Відомі гравці
- Рахмангули Байлієв
- Віталій Алікперов
- Курбанмухамед Курбанмухамедов
- Муслим Агаєв
- Мекан Насиров

## Тренери
- Мурад Байрамов (2005—2006)
- Мердан Нурсахатов (2006—2008)
- Махтумкули Бегенчев (2008-?)
- Рахім Курбанмамедов (2011—2012)
- Рахмангули Байлиєв (2015—т.ч.)